# Municipio de San Antonio Sacatepéquez
Municipio de San Antonio Sacatepéquez är en kommun i Guatemala.   Den ligger i departementet Departamento de San Marcos, i den västra delen av landet, 140 km väster om huvudstaden Guatemala City.